# Шарлот Перкинс Гилман
Шарлот Перкинс Гилман (/ ˈɡɪлмән /; рођена Перкинс; Хартфорд, 3. јул 1860 — Пасадeна, 17. август 1935), позната и као Шарлот Перкинс Стетсон, њено прво венчано име, била је амерички хуманиста, књижевник, публицистиа и предавач за социјалне реформе. Била је утопијска феминисткиња и служила је као узор будућим генерацијама феминисткиња због својих необичних концепата и начина живота. Примљена је у Националну женску кућу славних. Њено најбоље памћено дело данас је њена полуаутобиографска приповетка „Жути тапет“, коју је написала након тешког напада постпорођајне психозе.

## Биографија
Гилман је рођена 3. јула 1860. године у Хартфорду, у држави Конетикат, од Мари Перкинс (раније Мари Фиш Весткот) и Фредерика Бишер Перкинса. Имала је само једног брата Томаса Адија, који је био старији четрнаест месеци, јер је лекар саветовао Мери Перкинс да би могла да умре ако роди другу децу. Током Шарлотиног детињства, њен отац се одселио и напустио жену и децу, а остатак детињства провела је у сиромаштву.
Будући да њихова мајка није могла сама да издржава породицу, Перкинсови су често били у присуству тетки њеног оца.
Њено школовање је било нестабилно: похађала је седам различитих школа, укупно кумулативно само четири године, завршавајући када је имала петнаест година. Њена мајка није била наклоњена својој деци. Да их не би повредила као некада, забранила је деци да склапају јака пријатељства или читају белетристику. У својој аутобиографији The Living of Charlotte Perkins Gilman, Гилман је написала да је њена мајка показивала наклоност само кад је мислила да њена млада ћерка спава. Иако је живела у детињству изоловане, осиромашене усамљености, несвесно се припремала за живот који је предстојао честим посетама јавној библиотеци и самосталним проучавањем древних цивилизација. Поред тога, љубав њеног оца према књижевности утицала је на њу, а годинама касније контактирао ју је са списком књига за које је сматрао да би јој било корисно да их прочита.
Велики део младости провела је у Провиденсу на Роуд Ајланду. Пријатељи које је имала углавном су били мушкарци и није је било срамота да се назива „томбојем.“
Њена природна интелигенција и ширина знања увек су импресионирали њене наставнике, који су без обзира на то били разочарани у њу јер је била лоша ученица. Њен омиљени предмет била је „природна филозофија“, посебно оно што ће касније постати познато као физика. 1878. године, осамнаестогодишњакиња се уписала у школу уз новчану помоћ свог одсутног оца, и накнадно се издржавала као уметница трговачких карата. Била је тутор и подстицала је друге да прошире своје уметничко стваралаштво. Била је и сликар.

Током свог боравка у Rhode Island School of Design, Гилман је упознала Марту Лутер око 1879. године и веровало се да је у романтичној вези са Лутер. Гилман је у својој аутобиографији описала близак однос који је имала са Лутер:
"Биле смо веома блиске, све срећније заједно, током четири од тих дугих година девојаштва. Била ми је ближа и дража од свих до тада. Ово је била љубав, али не и секс... С Мартом сам упознала савршену срећу... Не само да смо се изузетно волеле, већ смо се и забавиле, слатко..." - Шарлот П. Гилман, Живот Шарлот Перкинс Гилман (1935)
Писма између две жене бележе њихов живот од 1883. до 1889. године и садрже преко 50 писама, укључујући преписку, илустрације и рукописе. Своју везу проводиле су све док је Лутер није прекинула како би се удала за мушкарца 1881. Гилман је била скрхана и презирала романтику и љубав све док није упознала свог првог мужа.
1884. године удала се за уметника Чарлса Валтера Стетсона, након што је у почетку одбила његов предлог, јер јој је осећај проницљивости рекао да то није права ствар за њу. Њихово једино дете, Катрин Бихер Стетсон, рођено је следеће године 23. марта 1885. Шарлот Перкинс Гилман претрпела је врло озбиљан напад постпарталне депресије. Ово је било доба у којем су жене биле виђене као „хистерична“ и „нервозна“ бића; тако, када је жена тврдила да је тешко болесна након порођаја, њени захтеви су понекад одбацивани.
Гилман се преселила у јужну Калифорнију са ћерком Катрин и живела са пријатељицом Грејс Елери Ченинг. 1888. године Шарлот се одвојила од супруга - ретка појава крајем деветнаестог века. Званично су се развели 1894. Након развода, Стетсон се оженио са Ченинг. Током године када је напустила мужа, Шарлот је упознала Аделин Кнап, звану "Деле". Синтија Ј. Дејвис описује како су две жене имале озбиљну везу. Она пише да је Гилман „веровала да је у Деле пронашла начин да споји љубав и живот и да би са женом као животним партнером могла лакше одржати ту комбинацију него у конвенционалном хетеросексуалном браку“. Вези је на крају дошао крај. Након одвајања од супруга, Шарлот се преселила са ћерком у Пасадену у Калифорнији, где се активирала у неколико феминистичких и реформистичких организација као што су Удружење за штампу Пацифичке обале, Алијанса жена, Економски клуб, Друштво Ебел (названо по Адријан Џон Ебел), Удружење родитеља и Државно веће жена, поред писања и уређивања Билтена, часописа који је издала једна од раније поменутих организација.
1894. године Гилман је послала своју ћерку на исток да живи са бившим мужем и његовом другом супругом, њеном пријатељицом Грејс Елери Ченинг. Гилман је у својим мемоарима известила да је срећна због пара, јер је Катаринина „друга мајка била потпуно добра као и прва, [и можда] на неки начин боља.“ Гилман је такође имала прогресивне ставове о очинским правима и признала да њен бивши супруг „имао је право на неко од [Катарининог] друштва“ и да је Катарин „имала право да познаје и воли свог оца“.
Након што јој је мајка умрла 1893. године, Гилман је одлучила да се први пут после осам година врати на исток. Контактирала је Хоугтона Гилмана, свог првог рођака, којег није видела отприлике петнаест година, који је био адвокат са Вол Стрита. Почели су да проводе значајну количину времена заједно готово одмах и постали су романтични. Док би она одлазила на предавања, Хоугтон и Шарлот би размењивали писма и проводили што више времена заједно пре него што је она отишла. У својим дневницима га описује као „угодног“ и јасно је да га је дубоко занимала. Од венчања 1900. до 1922. живели су у Њујорку. Њихов брак није био нимало сличан њеном првом. Године 1922. Гилман се преселила из Њујорка у стару кућу Хоугтон у Норвичу, Конетикат. Након Хоугтонове изненадне смрти од церебралног крварења 1934. године, Гилман се преселила у Пасадену у Калифорнији, где је живела њена ћерка.
У јануару 1932. Гилман је дијагностикован неизлечиви рак дојке. Заговорник еутаназије неизлечиво болесних, Гилман је извршила самоубиство 17. августа 1935. године, узимајући превелику дозу хлороформа. И у својој аутобиографији и у белешци о самоубиству написала је да је „изабрала хлороформ уместо рака“ и умрла је брзо и тихо.

## Каријера
У једном тренутку Гилман се издржавала продавајући сапун од врата до врата. Након пресељења у Пасадену, Гилман се активирала у организовању покрета социјалних реформи. Као делегат, представљала је Калифорнију 1896. и на конвенцији Националног америчког удружења за право гласа у Вашингтону, и на Међународном конгресу социјалиста и рада у Лондону. 1890. представљен јој је покрет националистичких клубова који је радио на томе да „оконча похлепу капитализма и разлике међу класама промовишући мирну, етичну и истински прогресивну људску расу.“ Објављена у часопису Nationalist, њена песма „Слични случајеви“ представљала је сатиричну критику људи који су се опирали друштвеним променама и због тога је од критичара добила позитивне повратне информације. Током те исте 1890. године постала је довољно надахнута да напише петнаест есеја, песама, новелу и приповетку Жути Тапет. Њена каријера је започета када је почела да држи предавања о национализму и привукла пажњу јавности својом првим свеском поезије У овом нашем свету, објављеним 1893. Као успешна предавачица која се ослањала на држање говора као извор прихода, њена слава је расла заједно са друштвеним кругом сличних активиста и писаца феминистичког покрета.

### "Жути Тапет"
1890. године Гилман је написала своју кратку причу „Жути Тапет“, која је сада најпродаванија књига Феминист Преса. Написала га је 6. и 7. јуна 1890. године у свом дому у Пасадени, а штампан је годину и по дана касније у издању часописа The New England Magazine у јануару 1892. године. Од свог првобитног штампања, антологизован је у бројним колекцијама женске литературе, америчке књижевности и уџбеницима, мада не увек у свом изворном облику. На пример, многи уџбеници изостављају фразу „у браку“ са веома важне линије на почетку приче: „Џон ми се смеје, наравно, али то се очекује у браку“. Разлог за овај пропуст је мистерија, јер су Гилманини ставови о браку јасно наведени у целој причи.
Прича говори о жени која пати од менталних болести након што ју је муж због њеног здравља затворио у собу. Постаје опседнута одбојним жутим тапетама у соби. Гилман је написала ову причу како би променила мишљење људи о улози жене у друштву, илуструјући како недостатак аутономије жена штети њиховом менталном, емоционалном, па чак и физичком благостању. Ова прича инспирисана је третманом њеног првог супруга. Приповедач у причи мора да ради онако како захтева њен супруг (који је уједно и њен лекар), мада је третман који он прописује у директној супротности са оним што јој је заиста потребно - менталном стимулацијом и слободом да побегне од монотоније собе у коју је затворена. „Жути Тапет“ је у основи била одговор лекару (др. Силас Вир Мичел) који је покушао да је излечи од депресије „одмором као лечење.“ Послала му је копију приче.

### Остала запажена дела
Гилманина прва књига била је Уметнички драгуљи за дом и крај камина (1888); међутим, њен први свезак поезије У овом нашем свету (1893), збирка сатиричних песама, први јој је донео признање. Током наредне две деценије стекла је велики део славе предавањима о женским питањима, етици, раду, људским правима и социјалним реформама. Путовања су је водила широм Сједињених Држава. Често се позивала на ове теме у својој белетристици.
1894–95. Гилман је радила као уредник часописа The Impress, књижевног недељника који је издавало Удружење за штампу жена Пацифичке обале (раније Билтен). Током двадесет недеља штампања часописа била је задовољна постизањем доприноса својим песмама, уводницима и другим чланцима. Штампање краткотрајног листа завршило је као резултат друштвене пристрасности према њеном начину живота који је укључивао неконвенционалну мајку и жену која се развела од мужа. После четворомесечне турнеје предавања која се завршила априла 1897. године, Гилман је почела дубље да размишља о сексуалним везама и економији у америчком животу, на крају довршавајући први нацрт Жене и економија (1898). Ова књига расправљала је о улози жена у кући, залажући се за промене у пракси одгајања деце и домаћинства како би се ублажили притисци жена и потенцијално им омогућило да свој посао прошире на јавну сферу. Књига је објављена следеће године и избацила је Гилман у центар међународне пажње. 1903. године обратила се Међународном конгресу жена у Берлину. Следеће године гостовала је у Енглеској, Холандији, Немачкој, Аустрији и Мађарској.
1903. године написала је једну од својих најцењенијих књига, The Home: Its Work and Influence, која се проширила на Жене и економију, предлажући да су жене угњетаване у свом дому и да је потребно модификовати животну средину у којој живе да би била здрава за њихова ментална стања. Између путовања и писања била је осигурана њена каријера књижевне личности. Од 1909. до 1916. Гилман је сама писала и уређивала свој часопис The Forerunner, у којем се појавио већи део њене белетристике. Представљајући у свом часопису материјал који би „подстакао мисао“, „побудио наду, храброст и нестрпљење“ и „изражавао идеје којима је потребан посебан медиј“, тежила је да се супротстави главним медијима који су били претерано сензационални. Током седам година и два месеца часопис је издао осамдесет и шест бројева, сваки са по двадесет и осам страница. Часопис је имао готово 1.500 претплатника и приказивао је серијска дела попут „Шта је радила Дијанта“ (1910), The Crux (1911), Moving the Mountain (1911) и Herland. Forerunner је цитирана као „можда највеће књижевно остварење у њеној дугој каријери“. После својих седам година, написала је стотине чланака који су достављени Луисвил Хералду, The Baltimore Sun и Buffalo Evening News-у. Њена аутобиографија, The Living of Charlotte Perkins Gilman, коју је почела да пише 1925. године, постхумно се појавила 1935.

## Одмор као лек
Перкинс-Гилман се удала за Чарлса Стетсона 1884. године, а непуних годину дана касније родила им је ћерку Катарин. Већ је била подложна депресији, а симптоми су јој погоршани због брака и мајчинства. Добар део њених дневничких записа од тренутка када је родила ћерку до неколико година касније описује надолазећу депресију са којом је требало да се суочи.
Дана 18. априла 1887. године Гилман је у свом дневнику записала да је била веома болесна од „неке болести мозга“ која је довела до патње коју нико други не може осетити до те мере да јој је „ум попустио“. За почетак, пацијент није могао да напусти свој кревет, да чита, пише, шије, говори или се храни.
После девет недеља, Гилман су послали кући са Мичеловим упутствима: "Живите што је могуће више домаћим животом. Нека ваше дете буде стално уз вас... Лезите сат времена након сваког оброка. Имајте само два сата интелектуалног живота дневно. И никада не додирујте оловку, четку док сте живи." Неколико месеци је покушавала да следи Мичелов савет, али њена депресија се продубила, а Гилман се опасно приближила пуном емоционалном колапсу. Њен преостали здрав разум био је на линији и она је почела да показује самоубилачко понашање које је укључивало разговор о пиштољима и хлороформу, како је забележено у дневницима њеног супруга. Почетком лета пар је одлучио да јој је потребан развод да би повратила здрав разум, а да то не утиче на животе њеног мужа и ћерке.
Током лета 1888. године, Шарлот и Катарин су провеле време у Бристолу, Роуд Ајленд, далеко од Валтера, и тамо је њена депресија почела да расте. Пише о себи примећујући позитивне промене у свом ставу. У Провиденс се вратила у септембру. Продала је имовину која јој је остала у Конектикату и отишла је са пријатељицом Грејс Ченинг у Пасадену, где се опоравак од депресије може видети кроз трансформацију њеног интелектуалног живота.

## Друштвени погледи и теорије

### Реформни дарвинизам и улога жене у друштву
Гилман се назвала хуманисткињом и веровала је да је домаће окружење угњетавало жене кроз патријархална уверења која је подржавало друштво. Гилман је прихватила теорију реформског дарвинизма и тврдила је да су Дарвинове теорије еволуције представљале само мушког као датост у процесу људске еволуције, превиђајући тако порекло женског мозга у друштву које је рационално изабрало најприкладнијег супружника којег су могли наћи.
Гилман је тврдила да су мушка агресивност и мајчинске улоге жена биле вештачке и више нису неопходне за опстанак у постисторијско време. Написала је, "Не постоји женски ум. Мозак није орган пола. Могло би се говорити и о женској јетри."
Њен главни аргумент био је да су секс и домаћа економија ишли руку под руку; да би жена преживела, ослањала се на своју сексуалну имовину како би удовољила мужу како би он финансијски издржавао своју породицу. Од детињства, младе девојке су приморане на друштвено ограничење које их припрема за мајчинство због играчака које им се продају и одеће дизајниране за њих. Тврдила је да не би требало да постоји разлика у одећи коју девојчице и дечаци носе, играчкама са којима се играју или активностима које раде, и описала је томбоје као савршене људе који су трчали уоколо и користили своја тела слободно и здраво.
Гилман је тврдила да су доприноси жена цивилизацији током историје заустављани због андроцентричне културе. Веровала је да је женско биће неразвијена половина човечанства, а побољшање је неопходно како би се спречило погоршање људске расе. Гилман је веровала да је економска независност једина ствар која женама заиста може донети слободу и учинити их једнакима мушкарцима. 1898. године објавила је Жене и економију, теоријску расправу која је, између осталог, тврдила да жене потчињавају мушкарци, да мајчинство не би требало да спречава жену да ради ван куће и да би домаћинство, кување и брига о деци били професионализовани. „Идеалној жени“, написала је Гилман, „није додељена само друштвена улога која ју је закључала у њен дом, већ се и од ње очекивало да буде весела и срећна, насмејана и добро расположена“. Када сексуално-економски односи престану да постоје, живот на домаћем фронту би се сигурно поправио, јер фрустрација у односима често потиче од недостатка социјалних контаката које домаћа супруга има са спољним светом.
Гилман је постала гласноговорница за теме попут перспективе жена на послу, реформе одеће и породице. Кућне послове би, како је тврдила, требало подједнако поделити и мушкарце и жене и да у раном добу жене треба подстицати да буду независне. У многим својим главним делима, укључујући "The Home" (1903), Human Work (1904) и The Man-Made World (1911), Гилман је такође заговарала жене које раде ван куће.
Гилман тврди да дом треба социјално редефинисати. Дом би требало да се пребаци са „економског ентитета“ у којем брачни пар живи заједно због економске користи или потребе, на место где групе мушкараца и групе жена могу да учествују у „мирном и трајном изражавању личног живота“.
Гилман је веровала да лагодан и здрав животни стил не сме бити ограничен на брачне парове; сви људи треба да имају дом који пружа ове погодности. Гилман предлаже да се изгради заједнички тип стамбеног простора отвореног и за мушкарце и за жене, који се састоји од соба, апартмана и кућа. То би омогућило појединцима да живе појединачно, и даље имају дружење и удобност куће. И мушкарци и жене би били потпуно економски независни у овим животним аранжманима омогућавајући склапање брака, а да се при томе не мора мењати ни економски статус мушкарца или жене.
Структурни распоред куће такође је редефинисала Гилман. Уклања кухињу из куће, остављајући собе да се уреде и проширују у било ком облику и ослобађа жене од оброка у кући. Дом би постао прави лични израз појединца који живи у њему.
На крају ће реструктурирање дома и начина живота омогућити појединцима, посебно женама, да постану „саставни део друштвене структуре, у уској, директној, трајној вези са потребама и употребом друштва“. То би била драматична промена за жене, које су генерално сматрале да су ограничене породичним животом изграђеним на њиховој економској зависности од мушкараца.

### Феминизам у причама и новелама
Гилман је у многим својим причама створио свет са феминистичким гледиштем. Два њена приповедака, What Diantha Did и Herland, добри су примери Гилман који је свој рад усредсредила на то како жене нису само мајке које остају код куће, него што се очекује од њих; оне су такође људи који сањају, који могу путовати и радити баш као и мушкарци и чији циљеви укључују друштво у којем су жене једнако важне као и мушкарци. Изградња света коју је извршила Гилман, као и ликови у ове две и друге приче, оличавају промену која је била потребна почетком 1900-их на начин који се данас уобичајено доживљава као феминизам.
Гилман користи изградњу света у Herland да покаже једнакост коју је желела да види. Жене Херланда су пружаоци услуга. Због тога се чини да су доминантни пол, преузимајући родне улоге које се обично дају мушкарцима. Елизабет Кајзер примећује, „У Херланду наводно супериорни пол постаје инфериоран или у неповољном положају...“  У овом друштву Гилман стиже тамо где су жене усредсређене на вођство у заједници, испуњавајући улоге за које се стереотипно сматра да су мушке улоге и вођење читаве заједнице без истих ставова које мушкарци имају о свом послу и заједници. Међутим, став мушкараца према женама био је понижавајући, нарочито за напредне жене, попут Гилман. Користећи Херланд, Гилман је оспорила овај стереотип и од друштва Херланд направио рајски тип. Гилман користи ову причу да потврди да су стереотипно обезвређене особине жена вредне, показују снагу и руше традиционалну утопијску структуру за будућа дела. У суштини, Гилман ствара Херландово друштво како би жене имале сву моћ, показујући већу једнакост на овом свету, алудирајући на промене које је желела да види током свог живота.
Гилманин феминистички приступ разликује се од Херланда у What Diantha Did. Један лик у овој причи, Дианта, пробија се кроз традиционална очекивања жена, показујући Гилманине жеље за оним што би жена могла да уради у стварном животу. Кроз причу, Гилман приказује Дианту као лик који пробија имиџ предузећа у САД-у, који оспорава родне норме и улоге и који верује да жене могу пружити решење за корупцију у великом послу у друштву. Гилман је изабрала да Дианта одабере каријеру која стереотипно није она коју би жена имала, јер тиме показује да су плате и наднице традиционалних женских послова неправедне. Диантин избор за вођење посла омогућава јој да изађе из сенке и придружи се друштву. Гилманина дела, посебно рад са What Diantha Did, позив су на промене, борбени поклич који би изазвао панику код мушкараца и моћ код жена. Гилман је свој рад искористила као платформу за позив на промене, као начин да допре до жена и покрене их ка слободи.

### Раса
Што се тиче Афроамериканаца, Гилман је у Америчком часопису за социологију написала: „Морамо узети у обзир неизбежно присуство великог броја ванземаљаца, расе која је увелико различита и у многим погледима инфериорна, чији нам је садашњи статус социјална повреда."
Гилман је даље предложила: „Проблем је следећи: С обзиром на то: у истој земљи, раса А је напредовала у социјалној еволуцији, рецимо, до статуса 10; а раса Б, напредовала је у социјалној еволуцији, рецимо, до статуса 4... С обзиром на то: да се раса Б, у свом садашњем стању, не развија довољно брзо да одговара раси А. Питање: Како раса А може најбоље и најбрже да промовише развој расе Б?" Гилманино решење је било да се сви црнци испод „одређеног степена грађанства“ - они који нису били „пристојни, самохрани, [и] напредни“ - „требају држати државе“.
Овај предложени систем, који је Гилман назвала „регрутација“, а не „поробљавање“, захтевао би присилни рад црнаца Американаца, „мушкараца, жена и деце.“  Гилман је веровао да би они који су ангажовани требало да добију плату, али тек након што се подмире трошкови програма рада.
Гилман је такође веровала да стари Американци британског колонијалног порекла предају своју земљу имигрантима који, како је рекла, умањују репродуктивну чистоћу нације. Када су је питали о њеном ставу по том питању током путовања у Лондон, она је чувено рекла: „Ја сам Англосаксонац пре свега.“ Међутим, у настојању да добије гласове за све жене, изјавила се против захтева за писменошћу за право гласа на националној конвенцији Америчког удружења за женско право гласа која се одржала 1903. у Њу Орлеансу.
Књижевна критичарка Сузан С. Лансер предложила је да „Жути тапет“ треба тумачити фокусирајући се на Гилманина веровања о раси. Други књижевни критичари надовезали су се на Лансерово дело како би разумели Гилманине идеје у односу на њено друго дело и ширу културу прелаза века.

### Животиње
Гилманина феминистичка дела често укључују ставове и аргументе за реформу употребе удомаћених животиња. У Херланду, Гилманино утопијско друштво искључује све припитомљене животиње, укључујући стоку. Поред тога, у Moving the Mountain Гилман се бави болестима припитомљавања животиња које су повезане са парењем животиња које су у сродству. У Кад сам била вештица, нараторка сведочи и интервенише у случајевима употребе животиња док путује кроз Њујорк, ослобађајући радне коње, мачке и псе, чинећи их „удобно мртвима“. Један научник из књижевности повезао је регресију женског приповедача у „Жутој тапети“ са паралелним статусом припитомљених мачака.

## Критички пријем
„Жути Тапет“ је у почетку наишао на мешовит пријем. Једно анонимно писмо достављено Бостонском транскрипту гласило је: „Чини се да би прича могла да пружи задовољство било ком читаоцу, а многима чији је живот најдраже везе дотакла ова страшна болест мора да донесе најжешћи бол. За друге, чији су животи постали борба против наслеђа менталног поремећаја, таква литература садржи смртоносну опасност. Да ли треба допустити да такве приче прођу без најстрожег укора? "
Позитивни рецензенти га описују као импресиван јер је најсугестивнији и најочитији приказ зашто су жене које живе монотоним животом подложне менталним болестима.
Иако је Гилман стекла међународну славу публикацијом Жене и економија 1898. године, до краја Првог светског рата изгледала је као да није добро. У својој аутобиографији признала је да се „нажалост моји погледи на сексуално питање не свиђају данашњем фројдовском комплексу, нити су људи задовољни представљањем религије као помоћи у нашем огромном раду на побољшању овог света“.
Ен Ј. Лејн у Herland and Beyond пише да је „Гилман понудила перспективе о главним родним питањима са којима се и даље боримо; порекло потчињавања жена, борба за постизање аутономије и интимности у људским односима; централна улога рада као дефиниција себе; нове стратегије за одгајање и образовање будућих генерација за стварање хуманог и негујућег окружења."

## Цитати
- „Знам да је то иста жена, јер она увек пузи, а већина жена не пуже по дневном светлу.“
- „Не постоји женски ум. Мозак није орган пола. Као што добро говоримо о женској јетри.
- „Смрт? Чему сва та фрка око смрти? Користите своју машту, покушајте да представите свет без смрти! Смрт је основни услов живота, а не зло.“
- „Али МОРАМ да кажем оно што осећам и мислим на неки начин - то је такво олакшање! Али напор постаје већи од олакшања. “
- „Кад се сва корисност заврши, када се осигура неизбежна и непосредна смрт, најједноставније је људско право одабрати брзу и лаку смрт уместо споре и ужасне.“
- „У тим новинама постоје ствари које нико осим мене не зна, нити ће икада знати.“
- „Не значи превише веровати људима.“
- „У болесном друштву жене које се тешко уклапају нису болесне, али показују здрав и позитиван одговор.“
- „Па зашто би тај човек требао да се онесвести? Али јесте, и то право преко моје стазе поред зида, тако да сам сваки пут морао да га прелазим!“
- „Патриотизам, усијани, компатибилан је са постојањем занемаривања националних интереса, непоштења, хладне равнодушности према патњи милиона. Патриотизам је углавном понос, а у великој мери борбеност. Патриотизам углавном има чип на рамену.“
- „Ево је долази, трчи, излази из затвора и силази са педестала: ланце, круна, хало, само жива жена.“
- „Ово је век жене, прва шанса за мајку света да се уздигне до свог пуног места... и свет чека дoк она напудерише нос “.
- „Чини се да мушка част увек жели да убије жену да би се задовољила.”
- "Не плачем ни из чега и плачем већину времена."

### Колекције поезије
- In This Our World,1st ed. Oakland: McCombs & Vaughn, 1893. London: T. Fisher Unwin, 1895. 2nd ed.; San Francisco: Press of James H. Barry, 1895.
- Suffrage Songs and Verses. New York: Charlton Co., 1911. Microfilm. New Haven: Research Publications, 1977, History of Women #6558.
- The Later Poetry of Charlotte Perkins Gilman. Newark, DE: University of Delaware Press, 1996.

### Кратке приче
Гилман је објавила 186 кратких прича у часописима, новинама, а многе су објављене у њеном самоиздавачу, Тхе Фореруннер. Многи књижевни критичари су игнорисали ове кратке приче.
- "Circumstances Alter Cases." Kate Field's Washington. 23. 7. 1890. стр. 55—56.. "The Yellow Wall-Paper" and Other Stories. Ed. Robert Shulman. Oxford: Oxford University Press, 1995. 32–38.
- „That Rare Jewel.”. Women's Journal, May 17, 1890: 158. "The Yellow Wall-Paper" and Other Stories.. Ed. Robert Shulman. Oxford: Oxford UP, 1995. 20–24.
- „The Unexpected.”. Kate Field's Washington: 335—6. 21. 5. 1890.. "The Yellow Wall-Paper" and Other Stories. Ed. Robert Shulman. Oxford: Oxford UP, 1995. 25–31.
- „An Extinct Angel.”. Kate Field's Washington: 199—200. 23. 9. 1891.. "The Yellow Wall-Paper" and Other Stories. Ed. Robert Shulman. Oxford: Oxford UP, 1995. 48–50.
- „The Giant Wistaria.”. New England Magazine. 4: 480—85. 1891.. "The Yellow Wall-Paper" and Other Stories. Ed. Robert Shulman. Oxford: Oxford UP, 1995. 39–47.
- „The Yellow Wall-paper.”. New England Magazine. 5: 647—56. 1892.; Boston: Small, Maynard & Co., 1899; NY: Feminist Press, 1973 Afterword Elaine Hedges; Oxford: Oxford UP, 1995. Introduction Robert Shulman.
- „The Rocking-Chair.”. Worthington's Illustrated. 1: 453—59. 1893.. "The Yellow Wall-Paper" and Other Stories. Ed. Robert Shulman. Oxford: Oxford UP, 1995. 51–61.
- „An Elopement.”. San Francisco Call, July 10, 1893: 1. "The Yellow Wall-Paper" and Other Stories.. Ed. Robert Shulman. Oxford: Oxford UP, 1995. 66–68...

### Романи и новеле
- What Diantha Did. Forerunner. 1909–10.
- The Crux. Forerunner. 1911.
- Moving the Mountain. Forerunner. 1911.
- Mag-Marjorie. Forerunner. 1912.
- Won Over Forerunner. 1913.
- Benigna Machiavelli Forerunner. 1914.
- Herland. Forerunner. 1915.
- With Her in Ourland. Forerunner. 1916.
- Unpunished. Ed. Catherine J. Golden and Denise D. Knight. New York: Feminist Press, 1997.

### Драма / дијалози
Већина Гилманових драма је неприступачна јер су доступне само из оригинала. Неки су, међутим, штампани / прештампани у Фореруннер-у.
- „Dame Nature Interviewed on the Woman Question as It Looks to Her”. Kate Field's Washington: 138—40. 1890.
- „The Twilight.”. Impress. (November 10, 1894): 4–5.
- „Story Studies”. Impress., November 17, 1894: 5.
- „The Story Guessers”. Impress., November 24, 1894: 5.
- „Three Women.”. Forerunner. 2: 134. 1911.
- „Something to Vote For”. Forerunner. 1911. 2  143-53.
- „The Ceaseless Struggle of Sex: A Dramatic View.”. Kate Field's Washington. April 9, 1890, 239–40

### Нефикциона дела
- Women and Economics: A Study of the Economic Relation Between Men and Women as a Factor in Social Evolution. Boston: Small, Maynard & Co., 1898.